# Yustaga
Els yustaga eren un poble timucua que vivia al nord-oest de l'actual Florida durant els segels XVI i XVII. Eren el grup timucua més occidental, vivien entre els rius Aucilla i Suwanee al Florida Panhandle, just a l'est dels apalachees. Eren una força dominant en la política tribal regional que poden haver estat organitzada com un cacicat solt regional que constava de fins a vuit petits cacicats locals.
Els Yustaga eren estretament associats als Utina septentrional que viuen a l'altre costat del riu Suwanee, tot i que semblen haver parlat un dialecte diferent de la llengua timucua, potser Potano. Els Yustaga van ser dels primers timucua trobats pels europeus, ja que la seva bona comunicació amb els apalachees va assegurar que diversos exploradors passessin pel seu territori a la recerca d'aquest grup. Després de dècades de resistència van ser incorporats al sistema de missió espanyoles en la dècada de 1620. Com tots els grups timucua, experimentaren un declivi demogràfic significatiu en el període de contacte amb els europeus, especialment arran de les incursions dels anglesos i llurs aliats indis del nord. Els supervivents yustaga finalment es va acostar més a la capital espanyola de San Agustín i es va barrejar amb altres indis evangelitzats, perdent la seva identitat independent.

## Àrea
El més occidental de tots els grups timucua, el territori dels Yustaga s'estenia al Florida Panhandle i al sud-oest de Geòrgia. Vivien a la vall occidental del riu Suwanee, més o menys entre els rius Aucilla i Suwanee (actuals comtats de Madison i Taylor). A la banda oriental del Suwanee, habitant un territori que abasta més o menys el riu St. Johns a l'est i el riu Santa Fe al sud, vivia un altre poble timucua, els Utina septentrional. Eren associats estretament amb els yustaga, però parlaven un dialecte diferent, conegut com a timucua pròpiament dit. A l'est dels yustaga hi havia una regió coneguda com la Província Apalache, habitada pels apalachees i altres pobles.

## Època prehistòrica
La regió Yustaga havia estat habitada des de fa milers d'anys. Durant el primer mil·lenni de la nostra era els seus habitants van participar en la cultura Weedon Island, que es va estendre en gran part de la Florida occidental i més enllà. Al voltant del 900 una cultura derivada sorgir entre els pobles de la vall del Riu Suwanee, els grups posteriorment coneguts com a yustaga i utina septentrional. Aquesta cultura, coneguda com la cultura Suwanee Valley, es caracteritza per la terrissa, i encara existia en el moment del contacte amb els europeus. Com a derivada de la de Weedon Island, està estretament relacionada amb la cultura Alachua dels Potano, un grup timucua de l'actual comtat d'Alachua.
El dialecte parlat pels yustaga no és clar, ja que la tribu no havia estat evangelitzada aleshores pel Pare Francisco Pareja, la font principal de la llengua timucua i els seus dialectes, compilador de la llengua entre 1612 i 1627. Tanmateix, una carta de 1651 escrita pel cap yustaga Manuel a la corona espanyola encara es troba als arxius espanyols. El llenguatge de la carta és molt similar al de les fonts de la tribu Potano de l'actual comtat d'Alachua, raó per la qual destacats especialistes com el lingüista Julian Granberry conclouen que els Yustaga parlaven el dialecte Potano assenyalat per Pareja.
L'evidència arqueològica suggereix que els yustaga, com els Utina septentrionals, vivieb en grups diferents de pobles, que probablement representaven cacicats a petita escala local. Al voltant de vuit d'aquests grups comunitaris eren coneguts en temps històrics. L'antropòleg John Worth suggereix que aquests podrien haver estat organitzats en un sol cacicat regional que va ser continu almenys des del període inicial de contacte amb els europeus. En aquesta disposició, el cap de la vila més important, Cotocochuni o Potohiriba, hauria estat cap suprem de tots els altres. La possible evidència d'això rau en el fet que els últims registres espanyols dels caps yustaga els nomenen constantment en ordre de la prominència dels seus pobles, amb Potohiriba invariablement primer. A més, els espanyols van construir una missió a Potohiriba abans que a qualsevol altra ciutat yustaga, malgrat la seva ubicació relativament remota, el que suggereix que era ja un centre de gran importància regional.
Tot i això, Worth anota del cacicat regional Yustaga hauria estat molt menys integrat que certs cacicats timucua orientals com Saturiwa i (est) Utina. La data de la ceràmica pot variar de comunitat a comunitat, la qual cosa suggereix un nivell de manca d'unitat regional, no hi ha monuments a gran escala ni s'ha descobert a territori yustaga monticles de plataforma, sovint signes de cacicats regionals integrats.

## Contacte europeu

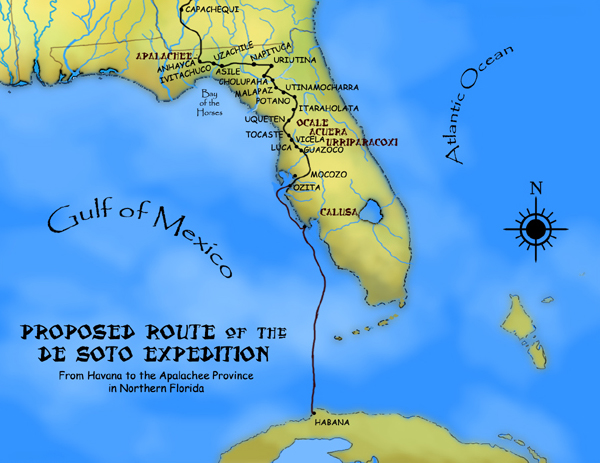
Possible ruta de l'Expedició de De Soto, passant per Uzachile i la regió Yustaga Basat en el mapa de Charles M. Hudson de 1997

Sembla que els yustaga es trobaren amb l'expedició de Pánfilo de Narváez quan va arribar a l'àrea en 1528. El supervivent de l'expedició Álvar Núñez Cabeza de Vaca registra una reunió amb un gran cap anomenat Dulchanchellin, que vivia a l'est d'Apalachee i podria haver estat el predecessor dels posteriors caps suprems Yustaga.
No obstant això, el nom "Yustaga" apareix per primera vegada en les cròniques de l'expedició d'Hernando de Soto de 1539, que la descriuen com la regió immediatament a l'est d'Apalachee. En l'època de De Soto del cacicat estava governat per un cap anomenat Uzachile, que estava aliat amb (i possiblement relacionat amb) el cap suprem a l'altre costat del Suwanee, Aguacaleycuen, el domini del qual correspon als Utina septentrionals. Uzachile va poder haver estat molt important en els diversos cacicats d'estatus més o menys igual en ambdós costats del riu. És possible que hagin format una aliança defensiva contra els apalachees, els Utina (de la vall del riu St Johns) i els Potano.
En arribar al llogaret d'Aguacaleycuen, De Soto va capturar al cap, com era el seu costum, amb la intenció de posar-lo en llibertat quan el seu grup arribés sa i estalvi al llogaret d'Uzachile. A partir de llavors alguns caps es van acostar De Soto i es va oferir a portar-lo a Uzachile, de qui es deia que buscava una aliança contra els apalachees. En comptes, van portar als espanyols a una emboscada. De Soto se'n va sortir en última instància i posteriorment executà Aguacaleycuen i altres ostatges, però quan entrà a Yustaga, les viles ja havien estat evacuades. De Soto i els seus homes entraren la vila d'Uzachile el 25 de setembre, i hi van romandre quatre dies. Un cronista va recollir que hi havia 200 cases a la vila, amb abundància de blat de moro, fesols i carabasses.
Fonts de l'assentament hugonot francès de Fort Caroline, establert en 1564, registren un cap anomenat "Houstaqua", el nom del qual és probablement una variant de Yustaga. Els francesos entenen que Houstaqua i el seu veí, Onatheaqua (probablement un cap dels Utina septentrional), vivien a l'est dels apalachees. No obstant això, ells pensaven que vivien prop de les muntanyes auríferes (les Muntanyes Apalatxes, que els europeus pensaven que s'estenia a la província Apalache). Soldats francesos van visitar els yustaga en dues ocasions, intercanviant regals amb el cap i sojornant al seu poble durant uns mesos. Els informes francesos acrediten a Houstaqua entre 3.000 i 4.000 guerrers.

## Era de les Missions
Els espanyols, que va desplaçar als francesos de la Florida en 1565, va establir un sistema de missions per convertir els nadius al cristianisme. A diferència de la majoria dels grups timucua, que generalment demanaven missioners als espanyols per la seva pròpia voluntat, els yustaga es resistiren activament als esforços missioners espanyols. Els registres espanyols indiquen que el cap suprem dels yustaga refusà sistemàticament permetre als missioners entrar al seu territori fins a la dècada de 1620, més de vint anys després que hagués començat la tasca missionera entre els Utina septentrionals i altres grups de l'interior.
Al voltant de 1623 el cap de Cotocochuni, probablement el principal poble del cacicat Yustaga, finalment va accedir que entressin dos frares al seu territori, encara que va prohibir que els seus súbdits fossin batejats o proveir de menjar als missioners. Tanmateix, amb el temps tant el cap com la seva filla es van convertir al cristianisme, i la conversió dels yustaga fou ràpida a partir de llavors. La Missió de San Pedro de Potohiriba es va establir a Cotocochuni, i amb el temps es van construir missions als principals pobles dels altres cacicats locals. Aquest projecte, que va establir Yustaga com una província del sistema de les missions espanyoles, va ser el més important d'aquesta mena al segle xvii.
Com que tenien contactes molt menys freqüents amb els europeus i les malalties que van introduir, els yustaga mantingueren estables els nivells de població més temps que qualsevol altre grup timucua. Al començament del període de missions la Província Yustaga era, de molt, la més poblada, amb una estimació de 12.000 habitants, en comparació amb només 7.500 a la Província Timucua, que en aquest moment incloïa els Utina septentrional, els Potano i altres grups.
El Yustaga jugaven el que s'anomenava el "joc de pilota apalache." Un missioner va escriure un compte del joc de pilota yustaga en 1630. Ha indicat que el partit es va jugar amb 50 o fins i tot 100 jugadors d'un equip, i que es reunien grans multituds per veure els partits. Mentre que els apalachees van cedir a la pressió missionera i van deixar de jugar el joc en 1677, els yustaga es va negar a fer-ho, insistint que la seva versió del joc no tenia els problemes morals de la versió apalachee. El joc va continuar sent jugat pels yustaga en la dècada de 1680.
Els grups timucua occidentals, potano, utina septentrional i yustaga, es van rebel·lar contra l'autoritat espanyola en 1656. Lucas Menéndez, cap de San Martín de Ayacutu i cap suprem dels Utina septentrionals, i Diego, cap de Potohiriba i el més poderós dels caps yustaga, van liderar la revolta. Potohiriba era el lloc de reunió principal per als rebels. Els rebels van matar alguns espanyols, un mexicà i alguns esclaus africans, però no missioners. Els caps de Machaba i Potohiriba estaven entre els líders dels rebels capturats pels espanyols, i van ser executats per la seva participació en la revolta.
Se sap que quatre missions havien estat encara actives en 1688: Les missions de San Pedro y San Pablo de Potohiriba, Santa Elena de Machaba, San Miguel de Asile i San Matheo de Tolapatafi (San Miguel de Asile podria haver estat una missió apalachee). Hi havia 330 famílies que vivien en les quatre missions en 1689  atacades pels anglesos de la província de Carolina i els seus aliats nadius en 1704, i en els anys següents destruïren les missions a Yustaga.